# サンパウロ日伯援護協会
サンパウロ日伯援護協会（サンパウロにっぱくえんごきょうかい、ポルトガル語：Beneficência Nipo-Brasileira de São Paulo）は、ブラジルの公益法人である。医療と福祉の両分野で活動している。略称は「援協」。
創立当初の名称は日本移民援護協会（にほんいみんえんごきょうかい）であったが、1969年に日本移住者援護協会（にほんいじゅうしゃえんごきょうかい）、1972年に現在のサンパウロ日伯援護協会へ改称した。

## 概要
1959年1月、日本移民の保護救済を目的に、すでにブラジルへ移住していた日本移民と日系ブラジル人によって創立された。当初はサントス港へ到着したばかりの日本移民の一時宿泊施設の運営、入国をはじめその他手続きの補佐を行っていたが、次第に活動内容を拡大させ、現在では医療と福祉の分野で活動している。
医療部門では主に医療施設の運営とブラジル奥地への巡回診療を行っている。
福祉部門では主にデイサービスセンター、高齢者養護施設、児童福祉センターと自閉症児療育施設を運営している。
サービスの対象も時代とともに拡大し、今では日本移民、日系ブラジル人と一般ブラジル人まで対象範囲になっている。

## 歴史

### 創立の経緯
戦後、日本からブラジルへの移民が再開され、ピーク時には月間500名以上もの日本人がサントス港に上陸するようになった。この時代の通関手続きは10時間以上もかかり、翌日まで持ち越される場合もあり、その間は昼は炎天下で行列し、雨の日や夜は倉庫の軒先で雨露をしのぐ状態で、老人や子供にとっては大変な負担であった。ブラジルへ移民して来た日本人の苦労を少しでも和らげようと、財団法人日本海外協会連合会（通称：海協連）サンパウロ事務所の大沢大作支部長が移住者用の休憩所を設けることを提案。この案はブラジル日本移民50周年記念事業の一つとして取り上げられ、そのままサントスに移民の家の開所とそれを運営する組織「日本移民援護協会」が発足するきっかけとなった。「移民の家」の家屋は日本政府の助成金で購入し、その運営は現地ブラジルの日系人へ委ねられることとなった。
1958年8月、在サンパウロ日本国総領事公邸に日系社会の有志が集い、「移民の家」運営組織設立についての具体策を検討。その後、8回ほど会議を重ね、設立計画を煮詰めた。翌年1月21日、サンパウロ市ブエノ・デ・アンドラーデ街の双葉食堂において「南伯移民援護協会」（仮称）の設立発起人打ち合わせ会が行われ、定款草案、役員構成案そして設立趣意書原案が検討され、ある程度定まった定款と趣意書の細かい調整を海協連が行った。「移民の家」設立資金の不足分を補うために、日本政府の補助金獲得とブラジル日系社会からの募金活動を行なうことも決定された。

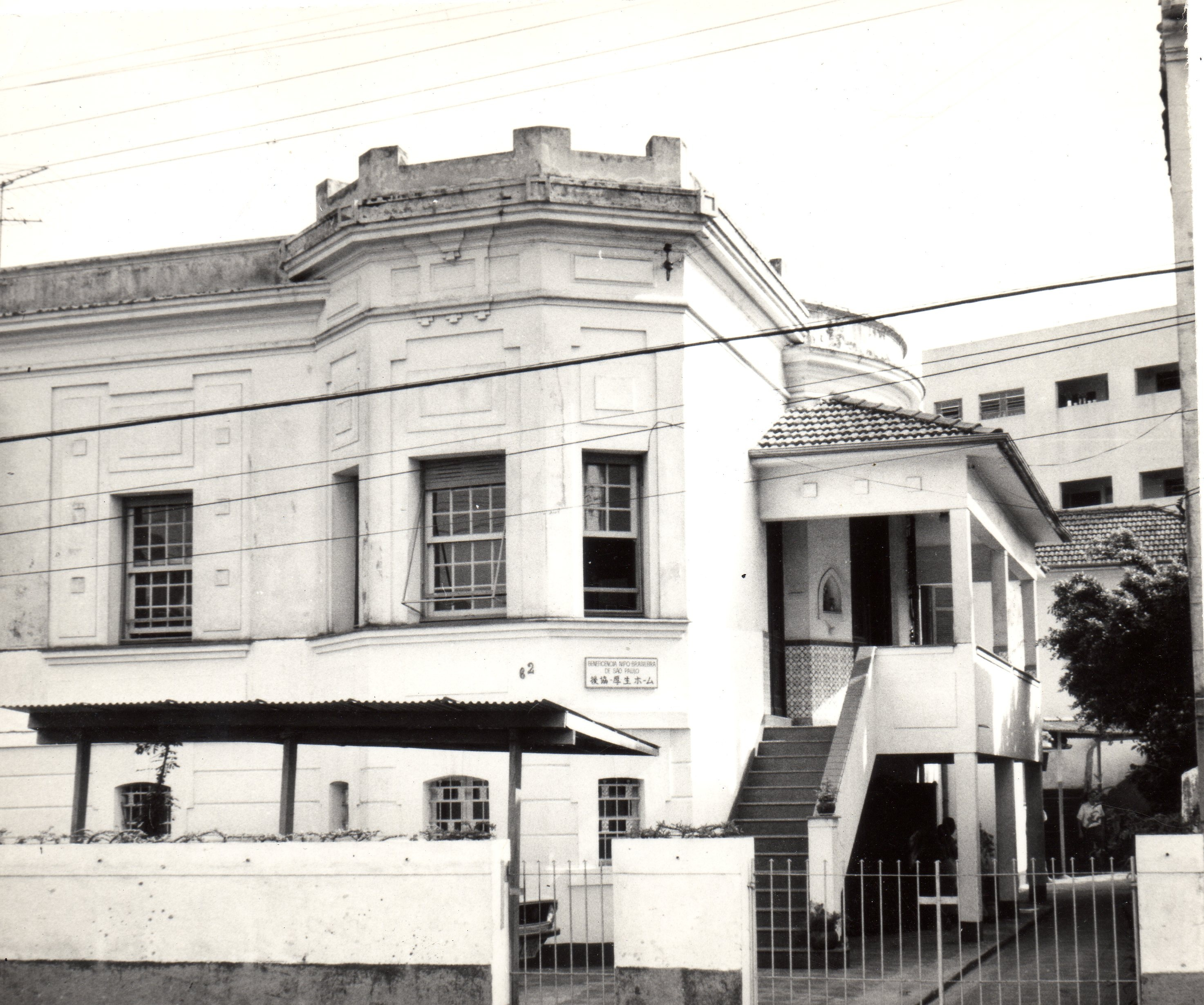
移民の家

1959年1月28日、サンパウロ市リベルダーデのリベルダーデ広場にあったサンパウロ日本文化協会サロンにおいて「日本移民援護協会」は創立された。創立総会には32名の設立発起人が出席し、南米銀行(日本の海外移住組合連合会の現地代行機関であるブラジル拓殖組合により1940年に設立)副頭取の福島県人安瀬盛次（あんぜもりじ）が議長を務めた。この時、仮称だった「南伯移民援護協会」を正式に「日本移民援護協会」に決定し、初代会長には安瀬盛次が選ばれた。当初、援協の事務所はサンパウロ市ドン・ジョゼ・ガスパル広場30番にあった海協連事務所内に置かれた机一つのみのスタートで、運営予算は外務省の1959年度予算より470万円が振り分けられ、さらに会員200人獲得運動を実施し、運営資金として一般会員から1,000クルゼイロ、法人会員から2,000クルゼイロの年会費を徴収することになった。
しかし、外務省より「交付された補助金は海協連サンパウロ支部へのものであり、他の名目の団体が使用することを認めない。海協連が移民の家の家屋を購入し、登記せよ。その後、移民の家を日本移民援護協会に貸与しても良い」との通達があり、問題とされた。一部の援協役員からは「援協は早急に解散すべし」との声も上がったが、大沢支部長は「政府補助金の不足分は日系社会から協力を得なければならず、海協連サンパウロ事務所はブラジルでは法的に認められていない団体であり、移民の家運営は援協が中心となってやってほしい。今、援協に手を引かれてはどうにもならない」と説得し、最終的には「移民の家」の家屋は大沢大作名義で登録され、援協がそれを受託運営する形で落ち着いた。

### 初期の活動
1960年5月に開催された第一回定期総会の会計報告によると、援協の収入の大部分は日系社会からの寄付金によるものであった。また、それまでは細江静男、武田義信、木原暢の3名の医師によって実施されていた巡回診療を援協が海協連から予算を受けて受託事業として行うことがこの総会で決まった。しかし、巡回診療を重ねるごとに、要保護者の数が増えていき、会費だけでの運営は困難になった。その対策として1961年4月に「移住者保護費交付基準」を立案・申請し、これにより翌1962年3月末に49万円の補助金が交付され、この保護費は1964年3月末まで続けられた。
1961年1月、援協は事務所をカンタレイラ通り116番の同仁会診療所の待合室の一画に移転し、初代事務局長に平井格次が就任し、細江医師の紹介で社会福祉の専門科、小畑博昭も迎え入れ体制を整えた。そして同年4月29日に行なわれた第二回総会で役員改選が行われ、二代目会長に中沢源一郎が就任した。中沢源一郎は南伯農業協同組合中央会の専務理事として同組合をブラジル有数の農業組合へと発展させた人物であり、その手腕を期待されての就任であった。
1962年4月、援協は定款の一部を改正して事業内容を「ブラジルにおける日本移民の入国と定着に協力すると共に、福祉事業および保健衛生事業を行う」とし、医療部門にサンパウロ実費診療所の経営を傘下に加え、取り扱い範囲を精神病、癌、結核等の患者にまで拡げた。同年7月1日、援協本部をサンパウロ市リベルダーデのサンジョアキン通り381番にあるブラジル日本文化協会（現在のブラジル日本文化福祉協会。通称:文協）ビル内へ移転。この時、文協所属だった「就職相談部」を移管され、援協相談部として職業斡旋以外にも広範囲の相談を受ける部署として再発足した。翌63年9月、同仁会内にあった援協直属のサンパウロ実費診療所をサンジョアキン通りの文協ビル内に移転して医療態勢を強化した。同時に日系二世の弁護士を迎え相談部を強化した。同年10月2日、援協はサンパウロ州議会よりサンパウロ州公益団体として認可された。
1964年、地方の特定人物に業務を委任する「地区委員」を各地に設置した。地区委員にはボランティア精神が旺盛な徳望家が選ばれ、理事会の推薦と会長の認可を受けて、2年の任期で就任していた。当初の地区委員は会運営に協力するボランティアとして、被保護者との連絡および資格調査、巡回診療への援助、救急薬品箱の配布、本部との連絡係として寄付金や会費の取り扱いを行った。
1966年9月5日、援協はブラジル連邦政府の社会福祉審議会より連邦社会福祉団体として認可され、INPS（国家社会保険院）への納付義務が免除された。さらに日系の連邦代議士を通じてブラジル政府から1万900新クルゼイロの助成金が下付され、連邦公益団体として認可される可能性も出てきた。また、同年度の日本政府からの交付金は前年度の700万円より大幅増額された1,200万円となり、援協の実績が評価されたこと、日本政府の海外移住政策が移住者のアフターケアに重きを置くようになった結果と推察される。

#### 機関紙の発行
1962年8月、年3回の機関紙を発行。この機関紙を通して会員間の連絡と意思疎通を計り、同時に移民に必要な知識の普及活動を行なった。1964年1月から隔月で発行し、1967年から「援協月報」として邦字新聞3紙（サンパウロ新聞、パウリスタ新聞、日伯毎日新聞）で毎月発行されるようになった。現在、サンパウロ新聞とニッケイ新聞の2紙に掲載され、援協の月次報告、イベント告知等の情報を発信している。

#### 事務局長の交代と銃撃事件
1966年9月6日、平井格次事務局長が交通事故で脊髄上部を強打して身体障害を被り、引退を与儀なくされた。小畑博昭事務次長が後を引き継ぎ、二代目事務局長に就任した。この事故から1年後の67年9月27日、援協本部事務室において事務局長銃撃事件が発生した。この事件はノイローゼ患者の青年が国援法申請を執拗に迫り、最終的に小畑事務局長に向かって発砲して起きた。幸い弾道は急所を外れ、命に別状がなかったため、小畑は弾丸が摘出されないまま翌日から平常通りに勤務を続けたが、長期間にわたって世話をした青年であっただけに、この一件は援協職員一同に大きなショックを与えた。

#### 移住者保護謝金
1967年11月に日本国外務省が交付金の下付と共に援協に伝えた方針は下記の通りである：
1. 既移住者に対する医療扶助は相手国（ブラジル）の責任で処理されること。
2. 日本政府は便宜供与上、暫定的処置として援護しているにすぎない。
3. 貴重な予算をさいて援護処置を講じてきているが、永久的に継続すべき性質のものではない。
4. 援護対象は戦後移住者であることが原則である。
5. コロニア（ブラジル日系社会）は自主性を自覚し、援護協会を自らの力で育成助長することにより、全般的な福祉追求すべきである。

この外務省通達に対し、中沢源一郎援協会長は戦前、戦後の移住者を区別することに異論を唱え、援協は新旧の移民を区別しないと断言した。そして組織作りの最中にあった援協に力がつくまで、日本政府に面倒をみてほしいと協力を頼んだ。また、「援協は本来なら総領事館や事業団が行うべき移住者保護の業務を代行しているのであるから、日本政府がこれに対して予算を出すのは当然ではないか」との声も上がった。1969年度からは「移住者保護謝金」は「在外邦人保護謝金」と名目変更し、受ける対象を南米移住者から海外にいる日本人すべてと拡張し、予算を1,500万円に定め、総領事館はこの謝金を援協へ託した。

#### 名称の変遷
1969年11月12年の役員会で援協はその名称を「日本移住者援護協会」に改めた。理由は移民の代わりに移住者という言葉がポピュラーになったのと戦後定められた移住基本法に沿うためである。
更なる免税を得るため、公益法人の認可を申請したが「日系人のみを対象とする団体は認可できない。公益法人としての認可を得るには政府規定による条件を満たす必要がある」と却下された。当時、援協の事業対象は日本人に限定されており、ブラジル国政府としては"公益法人"と認めることはできなかった。そこで援協は1972年7月28日に臨時総会を開き、定款を一部改正し、事業対象を「物心両面の援助を必要とする全ての人」に拡大するとともに名称をサンパウロ日伯援護協会（Beneficência Nipo-Brasileira de São Paulo）に変更した。
当時、援協の実費診療所には非日系ブラジル人の患者が増加しつつあったし、巡回診療が行われていた奥地の日系植民地には医療機関が少なく、巡回診療班に診療を乞うブラジル人を断ることはできなかった。こうして、名実共に援協は援助対象をブラジル社会へと拡げていった。その努力が実り、1973年3月5日に連邦公益団体として認可され、更なる免税、助成金下付等の恩典の他、援協へ寄付した法人の所得税控除が認められるようになった。

### 70年代
援協の活動初期では戦後移民のブラジル定着までに生じる諸問題の解決が主な仕事であったが、1962年以降に戦後移民の数が激減し、病気や困窮等の問題を抱えた日本移民が、新旧を問わず、援協に助けを求めるようになった。1967年に始まったブラジル農業界の不況により、この傾向は更に強まった。また、戦後移民の生活が安定してきた60年代末期から戦前移民の高齢化が目立つようになり、戦前の老移民への援護活動が戦後移民に対するものを上回るようになった。
また、創立以来、援協は多数の精神障害者を保護し、最初の10年だけでも取り扱ったケースは1000件以上にのぼった。その内容は精神疾患患者の病院の世話と入院費の補助等であった。精神障害者は2～3ヶ月の入院治療で快復して一時退院しても、アフターケア不足で再発し、入退院を繰り返す場合が多かった。1972年度、援協は月平均15名、年間200名の精神障害者を救済援護し、精神障害は老人問題と並ぶ深刻な社会問題となっていた。

#### 老人週間と老ク連
1970年9月21日、援協はブラジル日系社会の高齢者へ対する認識を高めようと第一回老人週間を開催し、同時に高齢者への無料健康診断と実体調査を行った。以後、老人週間は恒例で行われるようになった。
1972年9月21日、援協は救済会と協力して日本から厚生省社会局の老人福祉専門家の森幹郎専門官を招き、第三回老人週間で講演会を開催。老人週間の後、専門官は10日間にわたり、サンパウロ州とパラナ州で巡回講演と視察を行い、老人福祉へ対する感心を高めた。翌73年、第一回老人クラブ講習会を開かれた。その結果、数ヶ所しかなかった日系老人クラブがブラジル全国で53クラブにまで増えた。
1974年1月、援協は複数の老人クラブの要望に応え、機関誌「ブラジル老壮の友」を発刊。翌75年9月、第六回老人週間を期にブラジル全土の83の老人クラブからなるブラジル日系老人クラブ連合会（通称：老ク連）が結成された。その後、1979年に老ク連は援協から独立した法人組織となる。

#### 厚生ホーム開設
1970年代初頭、日系で唯一の老人ホーム「憩の園」の収容能力だけでは日系高齢者を保護しきれない状況に達していた。そこで、援協は1971年4月に直営の老人ホーム「厚生ホーム」を開設。初代ホーム長には山下忠男が就任した。援協本部から徒歩5分のサンパウロ市ピラピチングイ通り130番に位置した厚生ホームは、老人だけでなく、病院から退院した患者のアフターケア、家出人、警察や病院からの保護依頼、浮浪者の臨時収容等、多方面で活用された。
開設当時の厚生ホームには寝たきり老人、手足の不自由な人、病弱者、精神病患者、老衰者等、様々な人が合計で48名ほど入居していた。厚生ホームでは規則正しい生活や作業訓練を通して、入居所の更生を目指した結果、11名の社会復帰に成功している。1974年3月20日、ジャミック移植民有限会社が所有していた移民の家が援協へ無償譲渡されることが正式に決定。同年6月29日、移民の家はサントス厚生ホームとして再発足し、サンパウロの厚生ホームの入居者31名と職員がサントス厚生ホームへと移った。その後、サンパウロの厚生ホームは賃貸契約が切れる翌75年2月まで臨時収容の施設として利用され続けた。1975年、サントス厚生ホームの活動はサントス市役所に認められ、土地・家屋・事業等の諸税が免除された。

#### あゆみの箱チャリティショウ

左から森繁久弥、中沢源一郎、伴淳三郎、志摩夕起夫、勝新太郎、渡辺はま子（1971年8月撮影）

1971年と1973年の二度にわたって行われたあゆみの箱チャリティショーは援協の基金作りに大きく貢献し、また当時のブラジル日系社会で行われた最大規模の娯楽イベントである。このイベントのきっかけは1971年1月に日本あゆみの箱代表理事の伴淳三郎がブラジルを訪問し、中沢援協会長と会談したことに始まる。当時、援協基金作りの最中にあった中沢は周囲の勧められてショー開催を決意した。このイベントでは援協が主催団体となり、協力団体として他の日系福祉団体として参加し、サンパウロ州スポーツ観光局とサンパウロ市観光局が後援して強力な実行組織を結成した。
第1回あゆみの箱チャリティショウ

第一回チャリティショウでの舞台挨拶（1971年8月21日、22日）

サンパウロ市のイブラプエラ体育館で1971年8月21～22日の2日間にわたって4度の公演が行われた。出演者は伴淳三郎、坂東三津五郎、森繁久弥、勝新太郎、京マチ子、鶴田浩二、春日八郎、渡辺はま子、冠船流川田琉球舞踊団（川田礼子、川田功子、川田公子）、大谷瑠美子、玉川勝太郎、志摩夕起夫であった。このショーの入場者は延べ1万7,000人に達し、粗収入83万3,623クルゼイロ純益34万158クルゼイロ（当時は1ドルが約5クルゼイロであった）と大成功を収めた。援協は主催者団体として15万8,000クルゼイロ受け取り、協力団体として参加した社会福祉法人救済会、パウリスタ児童療護会（現・社会福祉法人こどものその）、希望の家福祉協会の3つの日系福祉団体にも配分された。残った1万5,000クルゼイロは非日系の5つの福祉団体に均等に寄付された。

第2回あゆみの箱チャリティショウ
1972年3月、ブラジル日系社会の受けた歓迎に応えて、あゆみの箱は第2回チャリティショウの開催を援協に打診してきた。しかし、有名芸能人のスケジュール調整が難しく、実現は1973年8月17～19日の3日間に公演が決定した。会場は前回と同じイブラプエラ体育館で出演者は伴淳三郎、坂東三津五郎、森繁久弥、長谷川一夫、京マチ子、淡島千景、長谷川稀世、坂東三津十郎、花柳芳次郎、引田天功、冠船流川田琉球舞踊団（川田礼子、川田朝子、川田功子、川田公子）、千昌夫、柳沢真一、松島みどり、榎本美佐江、志摩夕起夫、寺岡慎二であった。二度目の公演では観客数は3万人を越え、総収入146万4,195クルゼイロ、純益41万クルゼイロ（当時は1ドルが約6クルゼイロ）になった。援協は18万クルゼイロを受け、残りは日系の9団体、病院に配られた。

#### 援協実費診療所の第二検査室
1974年9月、エルネスト・ガイゼルブラジル大統領の招きでブラジルを訪問した田中角栄日本国首相はサンパウロ市で主要日系団体代表と懇談した。その際、中沢援協会長が実費診療所の医療機器の充実化を要望。その結果、海外移住家族会連合会を通じて合計700万円の医療機器（脳波測定器、心電図測定器、胃及び直腸内視鏡）が日本から援協へ送られた。翌75年11月4日、新医療機器を装備した援協実費診療所の第二検査室が発足した。

#### 社会復帰センター開設
1973年度から援協の実費診療所に精神科が設けられたが、週一回の定期診療では対処できず、入退院を繰り返す患者専用の施設建設が提案されるようになった。同年、最大のサンパウロ州立精神病院のジュケリー病院が入院患者の整理を実施し、3,000人前後の比較的軽症の患者が退院処分を受けた。その結果、同病院に入院していた日系患者も相当数が退院させられ、いつ病状が悪化するとも知れず、援協を頼って来るようになった。翌74年10月にはカーザブランカ精神病院から援協に入院患者の引き受けや日本帰国への協力が要請された。この依頼を引き受けたのを機に、援協は日系の精神疾患者の実態を調査し、サンパウロ州の36におよぶ精神病院には日系患者が426名も入院していることが判明した。彼らの多くは退院しても引き取り人も行く宛てもない状態であった。また、施設外で家族の保護下にある精神障害者を加えれば、その人数は数倍にのぼると推定され、日系人口の約0.4％に達すると見込まれた。
1975年、援協へ複数の土地寄贈があり、精神障害者の社会復帰センター建設が期待されたが、中沢援協会長は一民間団体が取り組むには大きすぎる事業とし、慎重論を唱えた。同年4月、中沢援協会長へブラジル日本文化協会への就任要請があり、これ受諾すると同時に援協会長を辞任した。暫定的に竹中正副会長が会長代行を務めることになった。そして、翌5月、第16回定期総会で行われた会長選で竹中正は三代目援協会長に選ばれた。竹中新体制は精神科患者対策を中核に事業を進めることを決議した。
1975年8月23日、福田赳夫副総理がサンパウロを訪問し、日系社会の事情説明会を受けた。この時、竹中援協会長は「リハビリテーション・センター建設」への援助を要請し、日本政府からの援助の確約を得ることに成功した。同年内に援協は建設予算、運営予算、図面等の必要書類を総領事館を通じて外務省へ送付し、1976年度日本政府予算に提出予算のほぼ全額（3240万円）が計上され、下付されることになった。サンパウロ市近郊のグアルーリョス市内に精神障害者社会復帰センターの建設予定地が選定された。この土地は寄贈もしくは破格の値で援協に売却されたものであった。そして1976年5月8日、定礎式が行なわれ、これを機に一般から愛称を募集したところ、162件の応募があり、その中から「やすらぎホーム」の名称が選ばれた。
1977年3月19日、やすらぎホームは完成した。僅か10ヶ月という短い工事期間であったが、当時の高いインフレで建設資材が高騰し、建設費は当初の予算280万クルゼイロを上回り、最終的には320万クルゼイロに達した。完成時の敷地面積は6万2,000平方メートル、建物面積906平方メートル、定員50名（男子療棟9室33名、女子療棟5室17名）であった。初代センター長には佐藤敦夫が就任した。

### 沿革
- 1959年01月　日本移民援護協会としてサンパウロ市で創立。最初の本部は海協連の事務所内にあった。
- 1960年01月　サントス市に移民の家開所。
- 1960年04月　海協連に委託され、ブラジル奥地の巡回診療を開始。
- 1961年01月　同仁会内の一画に本部を移転。
- 1962年04月　同仁会内に直営のサンパウロ実費診療所を開設。
- 1962年07月　文協ビル内へ本部を移転。文協から就職相談部を移管され、援協相談部として再発足させる。
- 1963年09月　サンパウロ実費診療所を文協ビル内へ移転。援協相談部において法律相談サービスを開始。
- 1963年10月　サンパウロ州公益団体として認可される。
- 1964年06月　地区委員を設置し地方業務を委任することを決定。
- 1964年09月　サンパウロ社会福祉局に正式登録される。
- 1965年09月　サンタクルス慈善協会よりサンフランシスコ・シャビエル肺結核療養所の経営権を移譲される。
- 1966年09月　ブラジル政府より連邦社会福祉団体として認可される。
- 1969年11月　日本移住者援護協会に改称。
- 1970年09月　第一回老人週間を開催。
- 1971年04月　サンパウロ市内に援協厚生ホームを開設。
- 1972年07月　サンパウロ日伯援護協会に改称。
- 1973年05月　ブラジル政府より連邦公益団体として認可される。
- 1974年07月　移民の家はサントス厚生ホームとして新発足。
- 1975年02月　援協厚生ホームを閉鎖。
- 1975年05月　サンタクルス慈善協会よりサンフランシスコ・シャビエル肺結核療養所の施設と土地を譲渡される。
- 1977年03月　精神障害者社会復帰センターやすらぎホームを開設。
- 1977年10月　実費診療所を改修、改造し援協総合診療所として発足。
- 1979年09月　ブラジル日系老人クラブ連合会が援協より独立、法人組織となる。
- 1983年01月　スザノ市に高齢者養護施設イペランジアホームを開設。
- 1984年09月　援協歯科診療所を開所。
- 1988年06月　サンパウロ市に日伯友好病院を開院。
- 1999年05月　サンフランシスコ・シャビル肺結核療養所が高齢者養護施設カンポスさくらホームとして再出発。
- 2000年01月　グアルーリョス市に高齢者特別養護施設あけぼのホーム開所。
- 2003年09月　サンパウロ市内に児童福祉センター奄美事業所を開所。
- 2006年04月　自閉症児療育プロジェクト始動。
- 2009年08月　援協社会福祉センター完成。
- 2010年03月　援協社会福祉センターへ本部、福祉部、援協総合診療所、援協歯科診療所を移転。同ビル福祉部内においてデイサービスを開始。援協総合診療所と援協歯科診療所をリベルダーデ医療センターに改称。
- 2013年08月　サンミゲル・アルカンジョ市にサンミゲル・アルカンジョ病院を開院。

## 歴代会長
| 代     | 氏名             | 就任年月日    | 退任年月日    |
| 初代   | 安瀬盛次         | 1959年1月29日 | 1961年4月28日 |
| 二代目 | 中沢源一郎       | 1961年4月29日 | 1975年4月15日 |
| 三代目 | 竹中正           | 1975年4月16日 | 1992年9月29日 |
| 四代目 | 原沢和夫         | 1992年9月30日 | 1994年8月18日 |
| 五代目 | 和井武一         | 1994年8月19日 | 2005年3月31日 |
| 六代目 | 酒井清一         | 2005年4月1日  | 2007年3月31日 |
| 七代目 | 森口忠義イナシオ | 2007年4月1日  | 2011年3月31日 |
| 八代目 | 菊地義治         | 2011年4月18日 | （現職）      |
| ------ | ---------------- | ------------- | ------------- |

## 活動内容

### 医療部門
巡回診療
1960年より援協が巡回診療事業に参入。
当初は在ブラジル日本人同仁会の細江静男医師が個人的に海外移住事業団から委託を受け、援協が協力する形で巡回診療を行っていた。現在はJICA国際協力機構の助成金と援協の独自予算によって実施されている。
医師、看護師等のスタッフを乗せた診療車で日系人が多く住まう地域を巡回し、医療サービスを行っている。検診は日本語とポルトガル語の両方で実施される。
リベルダーデ医療センター
1962年4月開設。
旧「援協総合診療所」。かつて日本人街として知られたリベルダージにある総合診療所。一般外来の診察検査、歯科治療、人間ドック等を行っている。日本語対応をする診療所として日本移民、日系ブラジル人、ブラジル進出日系企業の駐在員が患者の大半を占めている。
近年、ブラジルの秋（5月）にインフルエンザの予防接種キャンペーン、日本移民記念日である6月18日の前後に70歳以上の高齢者に無料健康診断キャンペーンを実施している。
日伯友好病院
1988年6月18日（ブラジル日本移民80周年記念日）開院。
サンパウロ市北部パルケ・ノーヴォ・ムンドに位置する総合病院。近隣の低所得家庭の児童に対し、小児科と歯科の無料医療サービスを行っている。
1990年代に新病棟を増設。増築資金を寄付した日本国際協力財団理事長・神内良一の名前を残すべく、新病棟は「パビリオン・R・神内」と命名された。
サンミゲル・アルカンジョ病院
2013年8月開院。
サンミゲル・アルカンジョ市の新たに建設された病院。ブラジル政府の統一医療保健システム（SUS）に対応している。
同市の唯一の病院である。

### 福祉部門

#### 老人ホーム
サントス厚生ホーム
1960年1月開所。
旧「移民の家」。1974年以降、サントス厚生ホームとして再出発。当初は生活困窮者の保護、援助を行っていた。1980年代末より改築を初め、1991年1月28日に5階建てのビルとして落成。現在は高齢者養護施設として運営されている。
毎年、ホームの広場を開放して6月にフェスタジュニーナ、9月には春祭り、11・12月には忘年会を開催している。
カンポスさくらホーム
1937年2月開所。1965年9月、援協へ経営権が移譲。1975年5月、施設自体と土地が援協へ譲渡される。
旧「サンフランシスコ・シャビエル肺結核療養所」。カンポス・ド・ジョルドン市にある高齢者養護施設。設立当初は肺結核療養所として運営されていたが、肺結核患者の減少に伴ない、2000年5月に現在の老人ホームに生まれ変わり「カンポスさくらホーム」と改称した。
同施設の敷地内には桜園があり、毎年7月8月の花見の季節には桜園が一般に開放され桜祭りが催される。
イペランジアホーム
1983年1月開所。
スザノ市パルメイラス区（日系ブラジル人が多い地区。福博村としても知られる）に軽費老人ホームとして開設。緑に囲まれたのどかなホームである
山形県川西町より寄贈されたダリア球根が植わっているダリア園を有し、毎年3月には一般市民に開放された盛大なダリア祭りを開催している。
あけぼのホーム
2000年1月開所。
やすらぎホームの隣接地に建設された特別養護老人ホーム。
建設工事は5段階に分けて行われ、2003年に完工。

#### 児童福祉施設
奄美事業所
2003年9月開所。
鹿児島県奄美大島出身者の会が解散の際に寄贈した会館に開設。設立当初は児童福祉と高齢者用デイセンターの両方の活動を行なっていたが、現在は高齢者へのサービスは行っていない。
サンパウロ市アリカンドゥヴァ区役所と提携し、周辺地域の貧しい家庭の児童達の児童福祉センターとして機能している。
自閉症児療育施設
2006年4月開設。
当初はサンパウロ市ヴィラ・マリアナ区にあ本門佛立宗日教寺内でプロジェクト始動。2010年、日伯友好病院付近の建物に移転し、以後そこを施設として活動中。
薬物を一切使用しない生活療法を実施。現在は男子児童のみを対象としている。

#### その他
福祉部
サンパウロ市リベルダージにある援協社会福祉センター3階に位置する。
援協の創立当初から日本移民をはじめ多くの日系人から様々な相談を受けている窓口的な部署である。ここでは社会福祉士、弁護士、臨床心理士による日本語とポルトガル語のサービスが受けられる。
老人ホームへの入居手続き、法律相談、心理カウンセリング、お見合い会の開催等を行っている。
やすらぎホーム
1977年3月開設。
精神病患者に入所治療を行い、社会復帰を手助けする施設として設立。現在はブラジルの法規制により運営形態を変え、入居している利用者が外部の精神障害者支援施設へ通う形を取っている。
デイサービスセンター援協
2010年3月開所。福祉部内に位置している。
高齢者向けのワークショップを実施しているデイサービスセンター。高齢者の脳と体を刺激し、病気及び孤立化の予防、活動的な高齢化を趣旨としている。
同所で45歳から59歳の女性向けのサービスも行っている。収入源となる技能を身に付ける教室を開き、女性の自尊心の向上と自立を促し、活動的な高齢化へ繋げることを目指している。